# هارتلاند (كونيتيكت)
هارتلاند (بالإنجليزية: Hartland, Connecticut)‏ هي بلدة أمريكية تقع في الولايات المتحدة في كونيتيكت. يقدر عدد سكانها بـ 2,114 نسمة ومساحتها 89.6 كم2 ووترتفع عن سطح البحر 162 متر.

## أعلام
- آشر بنجامين